# Барышское городское поселение
Бары́шское городско́е поселе́ние (до 26 июня 2008 года муниципальное образование «город Барыш») — муниципальное образование в составе Барышского муниципального района Ульяновской области со статусом городского поселения. Административный центр и единственный населённый пункт — город Барыш.

## История

### Городской округ
В соответствии с федеральным законом «Об общих принципах организации местного самоуправления в Российской Федерации» (№ 131-ФЗ от 6 октября 2003 г.) в 2004 году в Ульяновской области был принят областной Закон № 043-ЗО от 13.07.2004 года «О муниципальных образованиях Ульяновской области». В нём были установлены границы (в виде картографического описания) и определён статус муниципальных образований.
В том числе были сформированы отдельные муниципальное образование «Барышский район» со статусом муниципального района и муниципальное образование «город Барыш» со статусом городского округа. Таким образом, в состав Барышского муниципального района не вошла территория его административного центра города Барыш.

### Городское поселение
1 июня 2008 года было проведено голосование по вопросу преобразования муниципального образования «город Барыш» путём изменения статуса с городского округа на городское поселение и одновременное включение его территории в состав Барышского муниципального района.
26 июня 2008 года это изменение вступило в силу: муниципальное образование «город Барыш» лишилось статуса городского округа и как Барышское городское поселение вошло в состав Барышского муниципального района.

## Население
| 2009    | 2010    | 2012    | 2013    | 2014    | 2015    | 2016    |
| ------- | ------- | ------- | ------- | ------- | ------- | ------- |
| 17 343  | ↘17 149 | ↘16 931 | ↘16 848 | ↘16 608 | ↘16 431 | ↘16 275 |
| 2017    | 2018    | 2019    | 2020    | 2021    |         |         |
| ↘16 147 | ↘15 974 | ↘15 759 | ↘15 541 | ↘14 924 |         |         |

## Администрация муниципального образования
Адрес администрации поселения: 433750, г. Барыш, ул. Пионерская, 6.
Главой поселения является Тарасов Евгений Владимирович.